# نيكول توم
نيكول توم (بالإنجليزية: Nicholle Tom)‏ (مواليد 23 مارس 1978 في إلينوي)، هي ممثلة أمريكية بدأت مسيرتها الفنية عام 1990. اشتهرت بدورها بفيلم بتهوفن سنة 1992.

## الأعمال
- فيلم سفر راعوث (2004)
- سوبرمان
- عقول إجرامية
- دون أثر
- كاسل
- غوثام
- المربية

## وصلات خارجية
- نيكول توم على موقع IMDb (الإنجليزية)
- نيكول توم على موقع روتن توميتوز (الإنجليزية)
- نيكول توم على موقع ألو سيني (الفرنسية)
- نيكول توم على موقع تيرنر كلاسيك موفيز (الإنجليزية)
- نيكول توم على موقع أول موفي (الإنجليزية)
- نيكول توم على موقع قاعدة بيانات الأفلام السويدية (السويدية)
- نيكول توم على موقع إن إن دي بي (الإنجليزية)
- نيكول توم على موقع قاعدة بيانات الفيلم (الإنجليزية)